# Mesochorus praeclarus
Mesochorus praeclarus är en stekelart som beskrevs av Dasch 1974. Mesochorus praeclarus ingår i släktet Mesochorus och familjen brokparasitsteklar. Inga underarter finns listade i Catalogue of Life.